# Hornell
Hornell és una població dels Estats Units a l'estat de Nova York. Segons el cens del 2000 tenia 9.019 habitants.

## Demografia
Segons el cens del 2000, Hornell tenia 9.019 habitants, 3.596 habitatges, i 2.218 famílies. La densitat de població era de 1.275,6 habitants per km².
Dels 3.596 habitatges en un 32,4% hi vivien nens de menys de 18 anys, en un 40,9% hi vivien parelles casades, en un 16,1% dones solteres, i en un 38,3% no eren unitats familiars. En el 32% dels habitatges hi vivien persones soles el 14,3% de les quals corresponia a persones de 65 anys o més que vivien soles. El nombre mitjà de persones vivint en cada habitatge era de 2,44 i el nombre mitjà de persones que vivien en cada família era de 3,07.
Per edats la població es repartia de la següent manera: un 27,7% tenia menys de 18 anys, un 9,7% entre 18 i 24, un 27% entre 25 i 44, un 19,7% de 45 a 60 i un 16% 65 anys o més.
L'edat mediana era de 35 anys. Per cada 100 dones de 18 o més anys hi havia 82,9 homes.
La renda mediana per habitatge era de 28.184 $ i la renda mediana per família de 35.000 $. Els homes tenien una renda mediana de 31.727 $ mentre que les dones 18.854 $. La renda per capita de la població era de 14.419 $. Entorn del 18,7% de les famílies i el 21,4% de la població estaven per davall del llindar de pobresa.

## Poblacions més properes
El següent diagrama mostra les poblacions més properes.